# Campeonato Sub-20 de la Concacaf de 2015
El Campeonato Sub-20 de la Concacaf de 2015 fue la 25.ª edición de este torneo de fútbol. Se llevó a cabo en Jamaica y participaron selecciones de la Concacaf con jugadores menores de 20 años. El torneo también sirvió como clasificación para cuatro equipos de la Concacaf a la Copa Mundial de Fútbol Sub-20 de 2015, la cual se disputó en Nueva Zelanda.
En marzo de 2014, Enrique Sanz invitó a las naciones que quisieran albergar el evento.

## Equipos participantes
| Equipo                                                                    | Clasificación       | Apariciones         | Mejores Apariciones                                                                    | Participaciones en Mundial |
| Zona Norteamericana                                                       | Zona Norteamericana | Zona Norteamericana | Zona Norteamericana                                                                    | Zona Norteamericana        |
| ------------------------------------------------------------------------- | ------------------- | ------------------- | -------------------------------------------------------------------------------------- | -------------------------- |
| Canadá                                                                    | Automáticamente     | 21                  | Campeón (1986, 1996)                                                                   | 8                          |
| México (Campeón Actual)                                                   | Automáticamente     | 24                  | Campeón (1962, 1970, 1973, 1974, 1976, 1978, 1980, 1984, 1990, 1992, 2011, 2013, 2015) | 13                         |
| Estados Unidos                                                            | Automáticamente     | 22                  | Finalista (1980, 1982, 1986, 1992, 2009)                                               | 13                         |
| Zona Centroamericana clasificado por Clasificación Centroamericana Sub-20 |                     |                     |                                                                                        |                            |
| Panamá                                                                    | Primer lugar        | 9                   | Finalista (2015)                                                                       | 5                          |
| El Salvador                                                               | Segundo lugar       | 15                  | Campeón (1964)                                                                         | 1                          |
| Honduras                                                                  | Tercer lugar        | 17                  | Campeón (1982,1994)                                                                    | 5                          |
| Guatemala                                                                 | Cuarto Lugar        | 18                  | Finalista (1962, 1973)                                                                 | 1                          |
| Zona del Caribe                                                           |                     |                     |                                                                                        |                            |
| Jamaica                                                                   | Anfitrión           | 19                  | Tercer puesto (1970)                                                                   | 1                          |
| Trinidad y Tobago                                                         | Primero Grupo A     | 15                  | Finalista (1990)                                                                       | 2                          |
| Cuba                                                                      | Segundo Grupo A     | 12                  | Finalista (1970) (1974)                                                                | 1                          |
| Haití                                                                     | Primero Grupo B     | 7                   | Segunda ronda (1978)                                                                   | 0                          |
| Aruba                                                                     | Segundo Grupo B     | 0                   | Fase de grupos (2015)                                                                  | 0                          |

## Sedes
| Montego Bay                | Jamaica              | Kingston          |
| -------------------------- | -------------------- | ----------------- |
| Montego Bay Sports Complex | Kingston Montego Bay | Independence Park |
| Capacidad: 8.000           | Kingston Montego Bay | Capacidad: 35.000 |
|                            | Kingston Montego Bay |                   |

## Clasificatoria
Canadá, Estados Unidos y México tienen su pase directo al torneo, Jamaica también esta automáticamente clasificado por ser el país sede del torneo, quedando como restantes ocho plazas, que se repartieron de la siguiente manera:
- UNCAF: 4 plazas
- CFU: 4 plazas

en ambos casos se pasaron por rondas eliminatoria para determinar quienes participarían en el torneo.
| Clasificatorias | Clasificatorias | Clasificatorias |
| --------------- | --------------- | --------------- |
| Norteamérica    | Centroamérica   | Caribe          |

| Equipos participantes | Equipos participantes | Equipos participantes | Equipos participantes | Equipos participantes |
| --------------------- | --------------------- | --------------------- | --------------------- | --------------------- |
| Canadá                | El Salvador           | Panamá                | Cuba                  |                       |
| Estados Unidos        | Guatemala             | Jamaica               | Haití                 |                       |
| México                | Honduras              | Aruba                 | Trinidad y Tobago     |                       |

## Sistema de competición
Con el nuevo formato habrá acción de la fase de grupos en Kingston y Montego Bay. Los dos escenarios sedes serán el Estadio Nacional de Kingston y el Montego Bay Sports Complex. Jugarán 12 equipos por cuatro cupos al Mundial de Nueva Zelanda: cinco del Caribe, cuatro de UNCAF y tres de Norteamérica (los fijos Canadá, México y Estados Unidos).
"Este año, un nuevo formato será presentado para favorecer el desarrollo y la competencia. Los 12 equipos clasificados se dividirán en dos grupos de seis, en donde jugarán todos contra todos los primeros cinco días", justifica el ente en un comunicado a la prensa.
Según la Confederación, los primeros lugares de cada grupo tendrán ya un boleto al Mundial, además del privilegio de jugar la final, el 24 de enero en Montego Bay.
Luego, "los segundos y terceros de cada grupo volverán a ser sembrados, sobre la base de los puntos obtenidos en la fase de grupos. El equipo con más puntos enfrentará al cuarto lugar, mientras que el tercero lo hará contra el segundo. El ganador de cada partido se clasificará directo" a la Copa del Mundo sub-20.
Es decir que en cada grupo serán solo los tres primeros los que tendrán oportunidad de clasificarse al Mundial, teniendo seguro sus boletos los líderes.

## Primera fase
Los primeros de cada grupo clasifican automáticamente al mundial y a la final del torneo. Los segundos y terceros lugares de cada grupo avanzan a un play-off para clasificar a las dos últimas selecciones del área.

### Grupo A
| Pos. | Equipo                | Pts. | PJ | G | E | P | GF | GC | Dif. | Clasificación          |
| ---- | --------------------- | ---- | -- | - | - | - | -- | -- | ---- | ---------------------- |
| 1    | Panamá                | 15   | 5  | 5 | 0 | 0 | 9  | 0  | +9   | Final y Mundial Sub-20 |
| 2    | Estados Unidos        | 10   | 5  | 3 | 1 | 1 | 12 | 2  | +10  | Playoff                |
| 3    | Guatemala             | 10   | 5  | 3 | 1 | 1 | 6  | 2  | +4   | Playoff                |
| 4    | Trinidad y Tobago (E) | 4    | 5  | 1 | 1 | 3 | 7  | 7  | 0    |                        |
| 5    | Jamaica (H, E)        | 2    | 5  | 0 | 2 | 3 | 2  | 7  | −5   |                        |
| 6    | Aruba (E)             | 1    | 5  | 0 | 1 | 4 | 1  | 19 | −18  |                        |

 Fuente: CONCACAF
| 9 de enero de 2015 | Aruba | 0:4 (0:3) | Panamá                                  | Parque Independence, Kingston |                         |
|                    |       | Reporte   | Díaz 19' 51' · Zorrilla 30' · Samms 36' | Árbitro(s): Dave Gantar       | Árbitro(s): Dave Gantar |

| 9 de enero de 2015 | Estados Unidos     | 1:1 (0:0) | Guatemala | Parque Independence, Kingston |                            |
|                    | Carter-Vickers 59' | Reporte   | Ruiz 90'  | Árbitro(s): Henry Bejarano    | Árbitro(s): Henry Bejarano |

| 9 de enero de 2015 | Jamaica                     | 2:2 (0:2) | Trinidad y Tobago       | Parque Independence, Kingston |                               |
|                    | Smith 68' · Flemmings 90+4' | Reporte   | Andrews 7' · Corbin 15' | Árbitro(s): Fernando Guerrero | Árbitro(s): Fernando Guerrero |

| 11 de enero de 2015 | Trinidad y Tobago                                                       | 5:1 (3:0) | Aruba        | Parque Independence, Kingston |                            |
|                     | Mitchell 3' 78' (pen.) · Andrews 16' · Corbin 29' (pen.) · Muckette 58' | Reporte   | Homoet 90+2' | Árbitro(s): Armando Castro    | Árbitro(s): Armando Castro |

| 11 de enero de 2015 | Estados Unidos | 0:1 (0:0) | Panamá    | Parque Independence, Kingston   |                                 |
|                     |                | Reporte   | Small 79' | Árbitro(s): Yadel Martínez Pupo | Árbitro(s): Yadel Martínez Pupo |

| 11 de enero de 2015 | Jamaica | 0:1 (0:1) | Guatemala  | Parque Independence, Kingston |                          |
|                     |         | Reporte   | Robles 27' | Árbitro(s): Marlon Mejía      | Árbitro(s): Marlon Mejía |

| 14 de enero de 2015 | Guatemala                        | 2:0 (1:0) | Trinidad y Tobago | Parque Independence, Kingston |                          |
|                     | Watson 25' (a.g.) · Portillo 88' | Reporte   |                   | Árbitro(s): David Gantar      | Árbitro(s): David Gantar |

| 14 de enero de 2015 | Aruba | 0:8 (0:6) | Estados Unidos                                                                       | Parque Independence, Kingston |                               |
|                     |       | Reporte   | Gall 16' 23' (pen.) 32' · Jamieson 18' 48' · Thompson 26' · Hyndman 30' · Moreno 84' | Árbitro(s): Fernando Guerrero | Árbitro(s): Fernando Guerrero |

| 14 de enero de 2015 | Jamaica | 0:2 (0:0) | Panamá                  | Parque Independence, Kingston |                            |
|                     |         | Reporte   | Samms 56' · I. Díaz 86' | Árbitro(s): Henry Bejarano    | Árbitro(s): Henry Bejarano |

| 18 de enero de 2015 | Panamá      | 1:0 (0:0) | Trinidad y Tobago | Montego Bay Sports Complex, Montego Bay |                            |
|                     | Murillo 78' | Reporte   |                   | Árbitro(s): Armando Castro              | Árbitro(s): Armando Castro |

| 18 de enero de 2015 | Guatemala                | 2:0 (1:0) | Aruba | Montego Bay Sports Complex, Montego Bay |                                 |
|                     | Estrada 43' · Bordón 60' | Reporte   |       | Árbitro(s): Yadel Martínez Pupo         | Árbitro(s): Yadel Martínez Pupo |

| 18 de enero de 2015 | Jamaica | 0:2 (0:1) | Estados Unidos             | Montego Bay Sports Complex, Montego Bay |                          |
|                     |         | Reporte   | Gall 34' (pen.) 69' (pen.) | Árbitro(s): Marlon Mejía                | Árbitro(s): Marlon Mejía |

| 21 de enero de 2015 | Panamá   | 1:0 (0:0) | Guatemala | Montego Bay Sports Complex, Montego Bay |                       |
|                     | Díaz 65' | Reporte   |           | Árbitro(s): Hugo Cruz                   | Árbitro(s): Hugo Cruz |

| 21 de enero de 2015 | Estados Unidos | 1:0 (0:0) | Trinidad y Tobago | Montego Bay Sports Complex, Montego Bay |                        |
|                     | Jamieson 78'   | Reporte   |                   | Árbitro(s): John Pitti                  | Árbitro(s): John Pitti |

| 21 de enero de 2015 | Jamaica | 0:0     | Aruba | Montego Bay Sports Complex, Montego Bay |                          |
|                     |         | Reporte |       | Árbitro(s): Kimbell Ward                | Árbitro(s): Kimbell Ward |

### Grupo B
| Pos. | Equipo      | Pts. | PJ | G | E | P | GF | GC | Dif. | Clasificación          |
| ---- | ----------- | ---- | -- | - | - | - | -- | -- | ---- | ---------------------- |
| 1    | México      | 13   | 5  | 4 | 1 | 0 | 18 | 3  | +15  | Final y Mundial Sub-20 |
| 2    | Honduras    | 10   | 5  | 3 | 1 | 1 | 11 | 9  | +2   | Playoff                |
| 3    | El Salvador | 8    | 5  | 2 | 2 | 1 | 9  | 8  | +1   | Playoff                |
| 4    | Cuba (E)    | 4    | 5  | 1 | 1 | 3 | 5  | 17 | −12  |                        |
| 5    | Canadá (E)  | 3    | 5  | 1 | 0 | 4 | 8  | 11 | −3   |                        |
| 6    | Haití (E)   | 3    | 5  | 0 | 3 | 2 | 7  | 10 | −3   |                        |

 Fuente: CONCACAF
| 10 de enero de 2015 | México                                                                                | 9:1 (6:1) | Cuba      | Montego Bay Sports Complex, Montego Bay |                        |
|                     | Díaz 1' 20' · Martínez 6' 65' (pen.) · Lozano 36' 40' · Ramírez 43' 47' · Márquez 69' | Reporte   | Saname 3' | Árbitro(s): John Pitti                  | Árbitro(s): John Pitti |

| 10 de enero de 2015 | Honduras                    | 2:2 (2:0) | El Salvador                             | Montego Bay Sports Complex, Montego Bay |                       |
|                     | Róchez 6' (pen.) · Elís 28' | Reporte   | Barahona 84' · Villavicencio 90' (pen.) | Árbitro(s): Hugo Cruz                   | Árbitro(s): Hugo Cruz |

| 10 de enero de 2015 | Haití      | 1:3 (1:2) | Canadá                          | Montego Bay Sports Complex, Montego Bay |                        |
|                     | Desire 29' | Reporte   | Hamilton 11' 18' · Petrasso 70' | Árbitro(s): Leo Clarke                  | Árbitro(s): Leo Clarke |

| 12 de enero de 2015 | Canadá | 0:2 (0:1) | México                    | Montego Bay Sports Complex, Montego Bay |                         |
|                     |        | Reporte   | Lozano 30' · Pineda 90+2' | Árbitro(s): Oscar Reyna                 | Árbitro(s): Oscar Reyna |

| 12 de enero de 2014 | Cuba | 0:3 (0:0) | Honduras                             | Montego Bay Sports Complex, Montego Bay |                                |
|                     |      | Reporte   | Elís 60' · Suazo 65' · Benavídez 83' | Árbitro(s): Armando Villarreal          | Árbitro(s): Armando Villarreal |

| 12 de enero de 2015 | El Salvador       | 1:1 (0:0) | Haití             | Montego Bay Sports Complex, Montego Bay |                           |
|                     | Villavicencio 27' | Reporte   | Desire 89' (pen.) | Árbitro(s): Sandy Vásquez               | Árbitro(s): Sandy Vásquez |

| 15 de enero de 2015 | El Salvador                                     | 3:2 (1:0) | Canadá                  | Montego Bay Sports Complex, Montego Bay |                             |
|                     | Pérez 43' · Villavicencio 77' · Hernández 90+4' | Reporte   | Boakai 47' · Froese 79' | Árbitro(s): Valdin Legister             | Árbitro(s): Valdin Legister |

| 15 de enero de 2015 | México                                    | 3:0 (2:0) | Honduras | Montego Bay Sports Complex, Montego Bay |                        |
|                     | Díaz 15' (pen.) · Lozano 31' · Guzmán 89' | Reporte   |          | Árbitro(s): John Pitti                  | Árbitro(s): John Pitti |

| 15 de enero de 2015 | Haití                          | 2:2 (1:0) | Cuba                        | Montego Bay Sports Complex, Montego Bay |                       |
|                     | Fernander 57' · Cherenfant 82' | Reporte   | Caballero 79' · Torres 90+2 | Árbitro(s): Hugo Cruz                   | Árbitro(s): Hugo Cruz |

| 19 de enero de 2015 | Cuba          | 2:1 (2:0) | Canadá     | Montego Bay Sports Complex, Montego Bay |                           |
|                     | López 23' 40' | Reporte   | Farmer 53' | Árbitro(s): Sandy Vásquez               | Árbitro(s): Sandy Vásquez |

| 19 de enero de 2015 | El Salvador | 1:3 (0:0) | México                                     | Montego Bay Sports Complex, Montego Bay |                                |
|                     | Moreno 89'  | Reporte   | Ramírez 62' · Díaz 65' · Lozano 68' (pen.) | Árbitro(s): Armando Villarreal          | Árbitro(s): Armando Villarreal |

| 19 de enero de 2015 | Haití          | 2:3 (1:2) | Honduras                            | Montego Bay Sports Complex, Montego Bay |                         |
|                     | Desire 40' 69' | Reporte   | Elis 5' · Chirinos 38' · Róchez 72' | Árbitro(s): Oscar Reyna                 | Árbitro(s): Oscar Reyna |

| 22 de enero de 2015 | Cuba | 0:2 (0:0) | El Salvador      | Montego Bay Sports Complex, Montego Bay |                          |
|                     |      | Reporte   | Barahona 57' 87' | Árbitro(s): David Gantar                | Árbitro(s): David Gantar |

| 22 de enero de 2015 | Honduras                      | 3:2 (1:2) | Canadá                    | Montego Bay Sports Complex, Montego Bay |                               |
|                     | Róchez 23' 83' · Castillo 68' | Reporte   | Bustos 19' · Hamilton 41' | Árbitro(s): Fernando Guerrero           | Árbitro(s): Fernando Guerrero |

| 22 de enero de 2015 | Haití         | 1:1 (0:1) | México     | Montego Bay Sports Complex, Montego Bay |                           |
|                     | Saint-Vil 54' | Reporte   | Lainez 38' | Árbitro(s): Sherwin Moore               | Árbitro(s): Sherwin Moore |

## Segunda fase

### Play-Off
Los equipos de cada grupo que queden en segundo y tercer lugar se disputarán los 2 cupos restantes, con los resultados de la etapa de grupos, el mejor equipo de los cuatro frente al cuarto peor equipo, y el segundo mejor contra el tercero.
| Seed | Grp. | Equipo         | Pts. | PJ | G | E | P | GF | GC | Dif. |
| ---- | ---- | -------------- | ---- | -- | - | - | - | -- | -- | ---- |
| 1    | A    | Estados Unidos | 10   | 5  | 3 | 1 | 1 | 12 | 2  | +10  |
| 2    | A    | Guatemala      | 10   | 5  | 3 | 1 | 1 | 6  | 2  | +4   |
| 3    | B    | Honduras       | 10   | 5  | 3 | 1 | 1 | 11 | 9  | +2   |
| 4    | B    | El Salvador    | 8    | 5  | 2 | 2 | 1 | 9  | 8  | +1   |

 Fuente: CONCACAF
| 24 de enero de 2015 14:00 | Guatemala   | 1:2 (0:1) | Honduras                | Montego Bay Sports Complex, Montego Bay |                            |
|                           | Álvarez 75' | Reporte   | Chirinos 40' · Elis 57' | Árbitro(s): Henry Bejarano              | Árbitro(s): Henry Bejarano |

| 24 de enero de 2015 17:00 | Estados Unidos            | 2:0 (1:0) | El Salvador | Montego Bay Sports Complex, Montego Bay |                               |
|                           | Spencer 37' · Arriola 69' | Reporte   |             | Árbitro(s): Fernando Guerrero           | Árbitro(s): Fernando Guerrero |

### Final
| 24 de enero de 2015 20:00 | Panamá                         | 1:1 (0:0, 1:1) (t. s.)(2:4 p.) | México                             | Montego Bay Sports Complex, Montego Bay |                            |
|                           | Escobar 73'                    | Reporte                        | Martínez 50'                       | Árbitro(s): Yadel Martínez              | Árbitro(s): Yadel Martínez |
|                           |                                | Tiros desde el punto penal     |                                    |                                         |                            |
|                           | Díaz · Escobar · Samms · Small |                                | Martínez · Díaz · Aguirre · Robles |                                         |                            |

|                             |
| Bandera de México           |
| Campeón México 13.er título |

## Clasificados alMundial Sub-20 Nueva Zelanda 2015
| Bandera de Estados Unidos | Bandera de Honduras | Bandera de México | Bandera de Panamá |
| Estados Unidos            | Honduras            | México            | Panamá            |
| ------------------------- | ------------------- | ----------------- | ----------------- |

## Estadísticas
| Pos. | Equipo            | Pts | PJ | PG | PE | PP | GF | GC | Dif. | Rend. |
| ---- | ----------------- | --- | -- | -- | -- | -- | -- | -- | ---- | ----- |
| 1    | México            | 14  | 6  | 4  | 2  | 0  | 19 | 4  | +15  | 77.7% |
| 2    | Panamá            | 16  | 6  | 5  | 1  | 0  | 10 | 1  | +9   | 89.9% |
| 3    | Estados Unidos    | 13  | 6  | 4  | 1  | 1  | 14 | 2  | +12  | 72.2% |
| 4    | Honduras          | 13  | 6  | 4  | 1  | 1  | 13 | 10 | +3   | 72.2% |
| 5    | Guatemala         | 10  | 6  | 3  | 1  | 2  | 7  | 4  | +3   | 55.5% |
| 6    | El Salvador       | 8   | 6  | 2  | 2  | 2  | 9  | 10 | -1   | 44.4% |
| 7    | Trinidad y Tobago | 4   | 5  | 1  | 1  | 3  | 7  | 7  | 0    | 26.6% |
| 8    | Cuba              | 4   | 5  | 1  | 1  | 3  | 5  | 17 | -12  | 26.6% |
| 9    | Canadá            | 3   | 5  | 1  | 0  | 4  | 8  | 11 | -3   | 20.0% |
| 10   | Haití             | 3   | 5  | 0  | 3  | 2  | 7  | 10 | -3   | 20.0% |
| 11   | Jamaica           | 2   | 5  | 0  | 2  | 3  | 2  | 7  | -5   | 13.3% |
| 12   | Aruba             | 1   | 5  | 0  | 1  | 4  | 1  | 19 | -18  | 0.50% |

### Goleadores
| Jugador             | Selección      | Goles |
| ------------------- | -------------- | ----- |
| Hirving Lozano      | México         | 5     |
| Romain Gall         | Estados Unidos | 5     |
| Ismael Díaz de León | Panamá         | 4     |
| Jonel Desire        | Haití          | 4     |
| Alejandro Díaz      | México         | 4     |
| Bryan Róchez        | Honduras       | 4     |
| Alberth Elis        | Honduras       | 4     |
| José Villavicencio  | El Salvador    | 3     |
| José David Ramírez  | México         | 3     |

## Cobertura Televisiva

### Norteamérica
- México: Megacable

- Estados Unidos: 
  - Inglés: Fox Sports, NBC Sports Network y Comcast

- - Español: UDN, ESPN Deportes y beIN Sports en Español

### Sudamérica
- Argentina: América Sports

- Paraguay: DirecTV

- Uruguay: DirecTV

- Brasil: beIN Sports Brasil, ESPN Brasil y BandSports

- Ecuador: Univisa

### Centroamérica
- Guatemala: Albavisión
- Honduras: Televicentro
- Panamá: Cable Onda Sports, RPC TV y TVMax
- El Salvador: Canal 4

### Regiones
- Latinoamérica: beIN Sports